# الشقة (بني سعد)

تعديل مصدري - تعديل

الشقة هي إحدى قرى عزلة بني سباء بمديرية بني سعد التابعة لمحافظة المحويت، بلغ تعداد سكانها 186 نسمة حسب تعداد اليمن لعام 2004.